# Fernando Manuel Có
Fernando Manuel Có, també conegut com a Nando Có, és un exfutbolista de Guinea Bissau. Va néixer a Canchungo el 8 d'octubre de 1973 i ocupava la posició de davanter.

## Trajectòria
Format a l'escola de futbol del Boavista portugués, no va tenir massa fortuna en el conjunt blanc-i-negre i va recalar al modest CD Arrifanense, on va romandre tres anys i mig fins que va retornar a la màxima categoria lusa dins les files del Vitoria de Setúbal. Ací va destacar com un davanter suplent amb instinte de gol.
L'estiu de 1997 fitxa pel Racing de Santander. Però, 14 minuts en tres partits serien el bagatge de l'africà abans que el conjunt càntabre el cedira la segona volta al CD Numancia. La temporada 98/99 retorna al club de Setúbal i la temporada 99/00 fitxa pel CD Toledo.
La carrera de Nando Có seguiria pels modestos Leça i Odivela portuguesos i l'exòtica Sarawak FA de Malaisia, on es retirà el 2004.